# Plectrohyla cyclada
Plectrohyla cyclada là một loài ếch thuộc họ Nhái bén.
Đây là loài đặc hữu của México.
Môi trường sống tự nhiên của chúng là rừng ôn đới, vùng núi ẩm nhiệt đới hoặc cận nhiệt đới, và sông có nước theo mùa.
Chúng hiện đang bị đe dọa vì mất môi trường sống.